# Museo Soumaya
El Museo Soumaya es una institución cultural sin fines de lucro fundada en 1994 que cuenta con tres recintos en la Ciudad de México: Plaza Loreto, Plaza Carso y la Casa Museo Guillermo Tovar de Teresa. Su labor principal es compartir la colección de Fundación Carlos Slim, que ofrece más de 30 siglos de arte americano y europeo, en espacios de encuentro para todos, que motiven la reflexión y el diálogo en el panorama cultural latinoamericano, mediante el compromiso y la acción social. Conserva, resguarda e investiga la colección de arte y promueve exposiciones temporales e itinerantes nacionales e internacionales de diversa índole. El nombre del museo honra la memoria de Soumaya Domit,  esposa del empresario y fundador del museo, Carlos Slim Helú, fallecida en 1999.
El edificio de su sede en Plaza Carso fue diseñado por el arquitecto mexicano Fernando Romero. Se inauguró el 29 de marzo de 2011. Está abierto los 365 días del año y el acceso es gratuito.
El museo conserva una amplia colección de arte cercana a las 70,000 piezas. Destacan las obras del escultor francés Auguste Rodin, los impresionistas Monet, Renoir y Degas, los Antiguos Maestros Europeos —El Greco, Tintoretto, Brueghel, Cranach, Zurbarán y Murillo— y los Antiguos Maestros Novohispanos —Correa, Villalpando y Cabrera. Cuenta con las únicas obras de Vincent Van Gogh en México. Asimismo, exhibe obra de factura mexicana de José María Velasco, Agustín Arrieta, Dr. Atl, Diego Rivera, José Clemente Orozco y David Alfaro Siqueiros, entre otros.

## Museo Soumaya-Plaza Loreto
El museo abrió sus puertas el 8 de diciembre de 1994 en el histórico barrio de San Ángel que en el siglo XVI formó parte de las encomiendas otorgadas al conquistador Hernán Cortés. Debido a la presencia del río Magdalena, su hijo Martín instaló ahí un molino de trigo, llamado Miraflores. Cambió varias veces de actividad hasta que en el siglo XIX se convirtió en la fábrica de papel de Nuestra Señora de Loreto. La segunda impresión de la Constitución Federal de los Estados Unidos Mexicanos de 1824 fue realizada con papel proveniente de esta fábrica.
En 1905 se registró un incendio en sus instalaciones, por lo que el 13 de octubre, José Sordo y Agustín Rueda, sus entonces dueños, la vendieron a Alberto Lenz. En 1906 recibió el nombre de Fábricas de Papel Loreto y Peña Pobre. Hacia 1940, Lenz instaló la primera planta de celulosa al sulfato en América Latina.
En la década de los ochenta, la fábrica sufrió otro incendio que acabó con gran parte del edificio; por esta razón, las operaciones se trasladaron al Estado de Tlaxcala. A principios de los noventa, Grupo Carso rescató las ruinas de la fábrica y las transformó en un centro comercial y un recinto museológico. Debido a este proceso de reconversión del inmueble, el museo recibió en 1996 un reconocimiento del Consejo Internacional de Monumentos y Sitios ICOMOS.

## Museo Soumaya-Plaza Carso

### El edificio
Fue diseñado por el arquitecto mexicano Fernando Romero, con la asesoría de Ove Arup y Frank Gehry. Tiene una superficie de 17,000 metros cuadrados. Su estructura está conformada por 28 columnas de acero curvado de diferentes diámetros y siete anillos o vigas perimetrales que le proporcionan estabilidad. Tiene una altura de 46 metros.
La fachada asimétrica consiste en un armazón envolvente recubierto por más de 16,000 módulos hexagonales de aluminio plateado sin más aberturas visibles que la puerta de entrada. Los paneles no se apoyan en el suelo ni se tocan entre sí, por lo que dan la impresión de flotar alrededor del edificio.
El interior del museo está dividido en seis plantas conectadas por ascensores y una rampa perimetral en espiral lo que permite el acceso para sillas de ruedas. El piso superior es el espacio más amplio del recinto; su techo tiene un centro semitransparente que permite la entrada de luz natural. Esta sala no tiene ninguna columna central lo que favorece el tránsito de los visitantes alrededor de las esculturas.
La obra tuvo un costo aproximado de 47 millones de euros. El estilo del edificio ha sido comparado con el Edificio Selfridges en Birmingham y con el del Museo Guggenheim Bilbao.

## Vestíbulo y salas

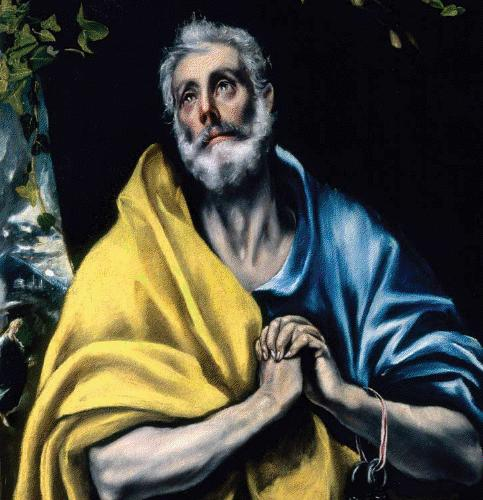
Las lágrimas de San Pedro, El Greco.

El ingreso a Museo Soumaya Plaza Carso se realiza a través del vestíbulo, espacio asimétrico de color blanco del que parten la rampa periférica que comunica las distintas salas y los ascensores. Ahí se localizan también, un auditorio con capacidad para 350 personas, la Biblioteca Digital Telmex, la biblioteca infantil El rincón de Ernesto, un espacio de reflexión y creación y el guardarropa.

En el vestíbulo se encuentran obras de gran formato representativas de la colección de Fundación Carlos Slim:   
- El pensador de Auguste Rodin

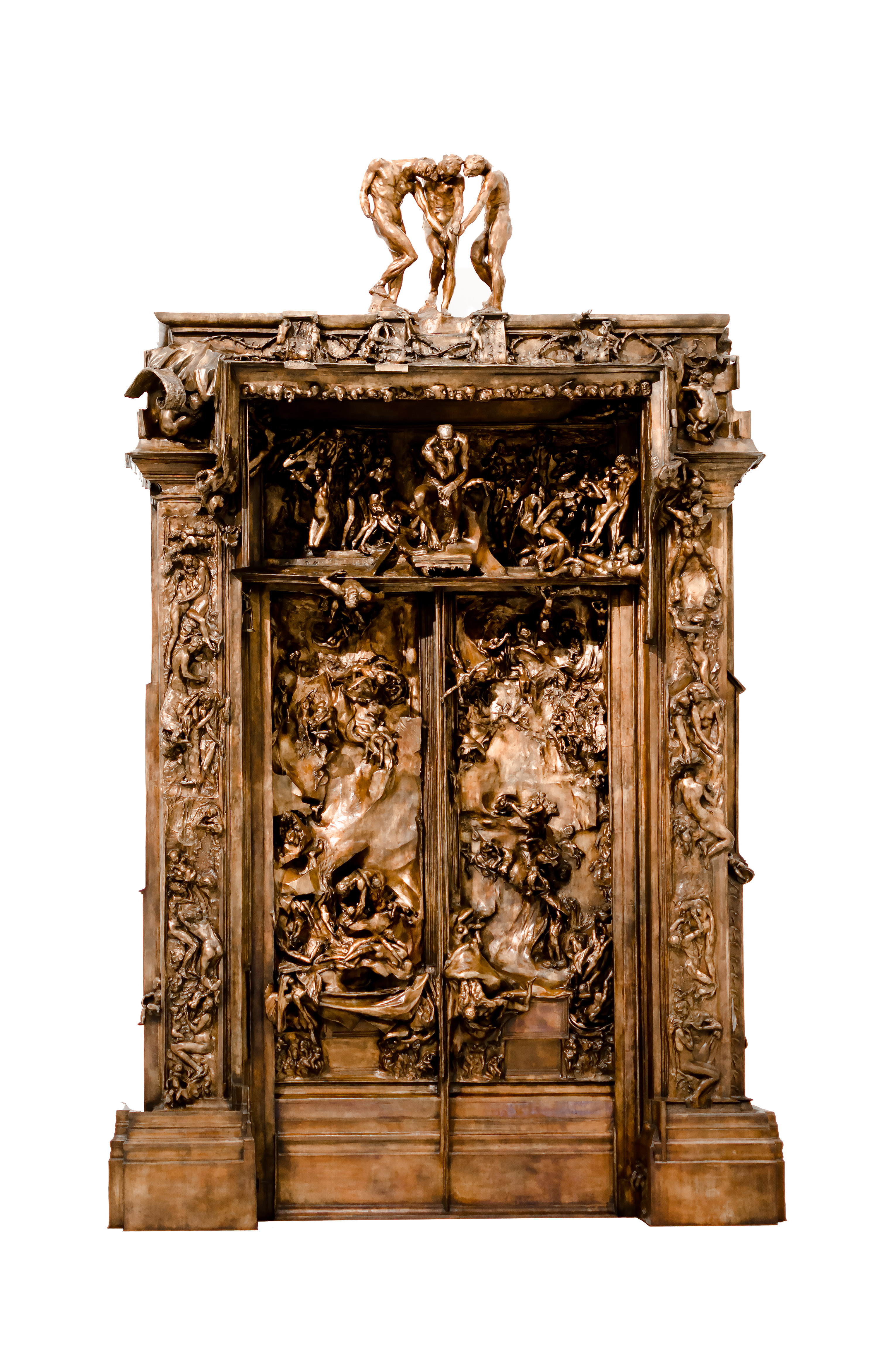
La puerta del Infierno de Auguste Rodin en el vestíbulo del Museo Soumaya, Plaza Carso.

- La Puerta del Infierno de Auguste Rodin
- Río Juchitán el último mural de Diego Rivera
- Naturaleza muerta de Rufino Tamayo
- El día y la noche de Rufino Tamayo
- La piedad, fundida en bronce en el siglo XIX a partir del mármol de Miguel Ángel Buonarroti.
- El David, réplica en mármol a escala 1:1 a partir del original de Miguel Ángel Buonarroti.[18]

El museo cuenta con 6 salas de exhibición. La que se ubica en el sexto piso recibe el nombre de Sala Julián y Linda Slim, en honor a los padres del fundador. Las salas reúnen condiciones óptimas de humedad, temperatura e higiene. La distribución de las salas de exhibición no es cronológica sino temática.

## Casa Guillermo Tovar de Teresa

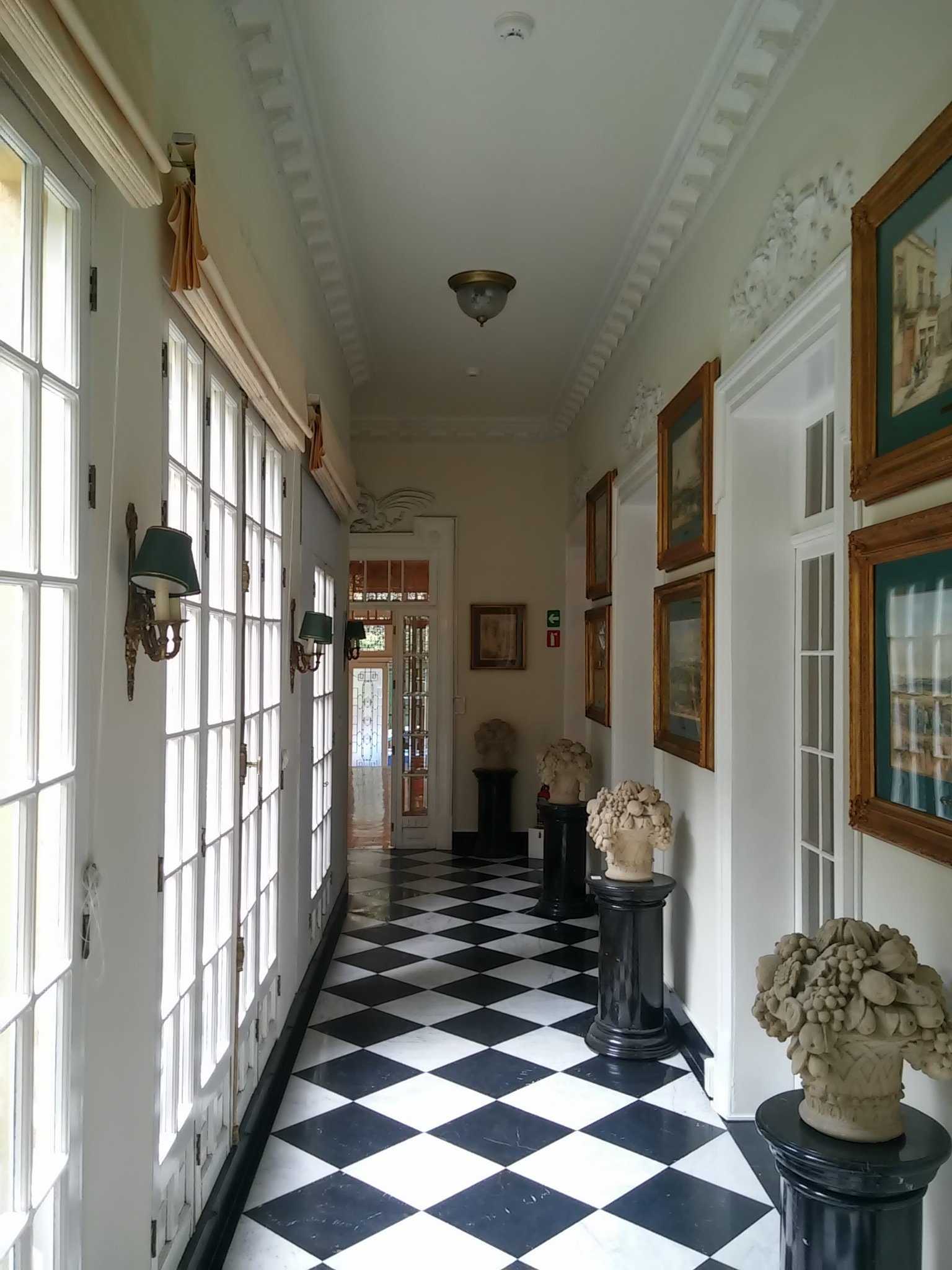
Pasillo de la casa de Guillermo Tovar de Teresa

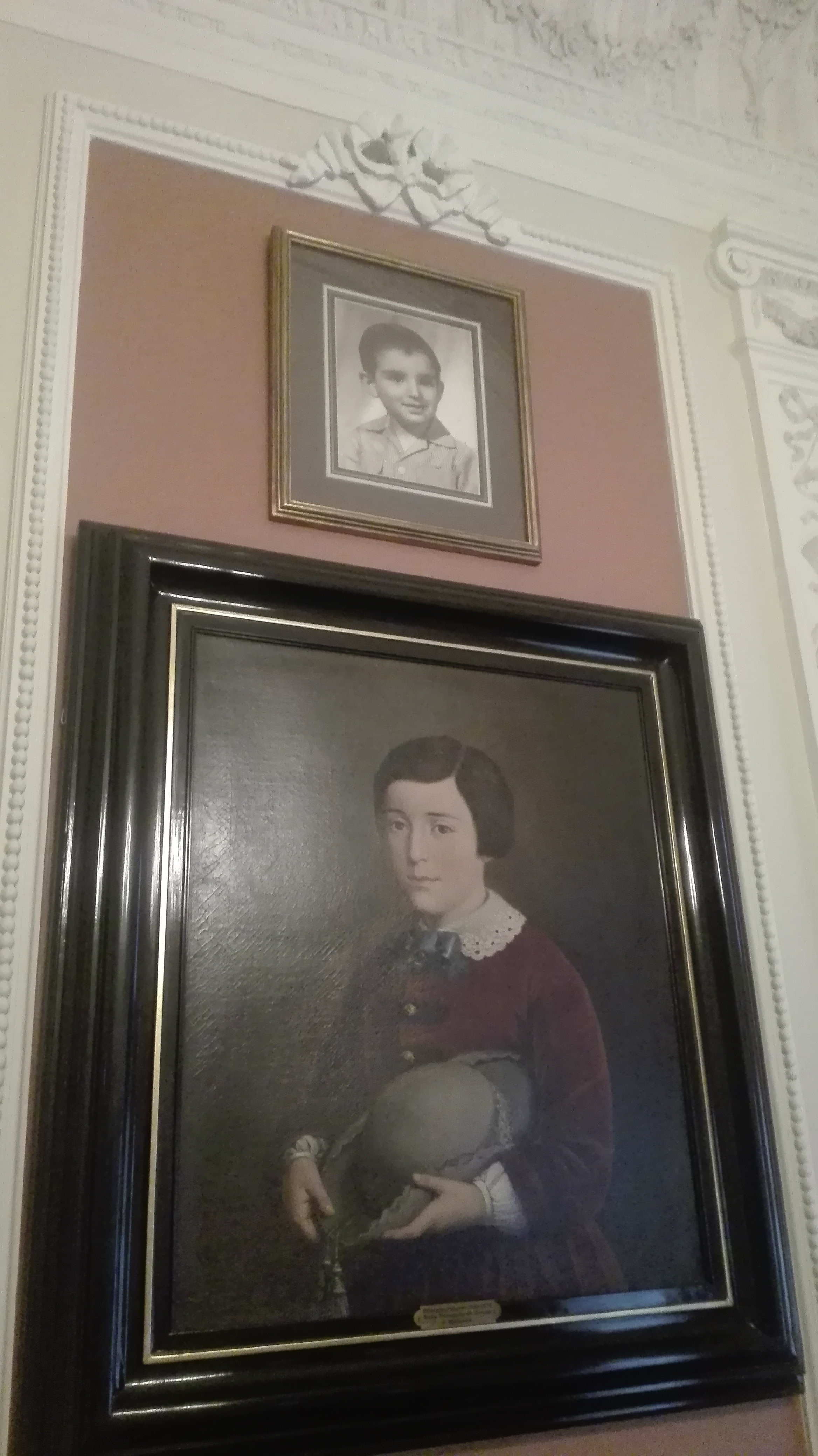
Retrato de Guillermo Tovar de Teresa en su infancia, en el museo Casa Guillermo Tovar de Teresa, administrado por la Fundación Slim.

El archivo personal, así como el acervo que durante años se dedicó a reunir, conservar y estudiar el reconocido historiador, bibliófilo, melómano, cinéfilo, promotor y defensor del patrimonio cultural iberoamericano Guillermo Tovar de Teresa se integran ahora al proyecto cultural de Fundación Carlos Slim y se abren, de forma gratuita, en la que fue residencia del propio coleccionista: el museo Casa Guillermo Tovar de Teresa, en la calle de Valladolid número 52, en la colonia Roma.
Las bibliotecas, fototeca y archivo ya digitalizados en alta resolución, pueden ser consultados sin costo desde Museo Soumaya en Plaza Carso.

## Colecciones

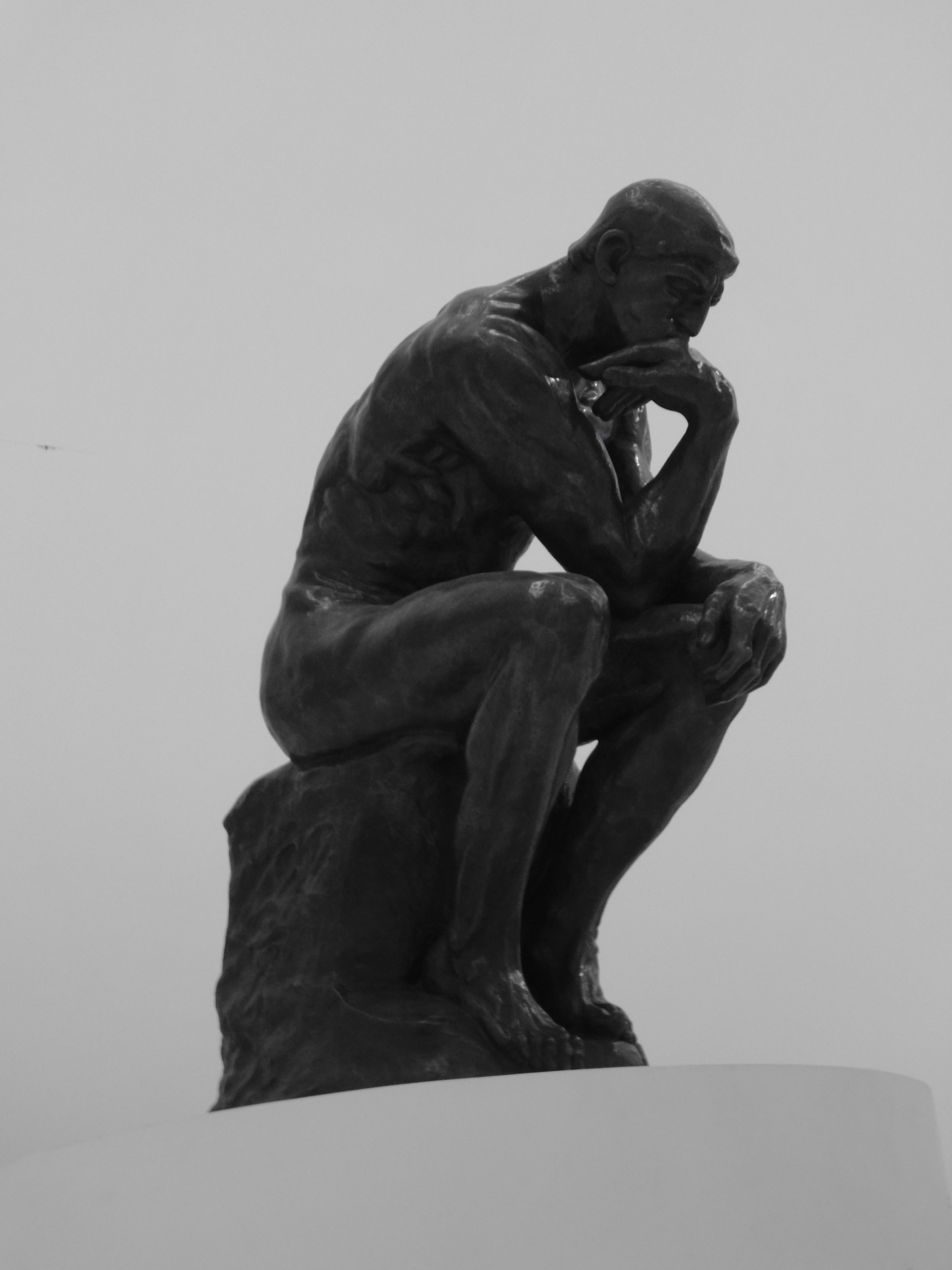
El pensador, Auguste Rodin.

El acervo de Museo Soumaya.Fundación Carlos Slim es extenso e incluye piezas europeas y americanas de 30 siglos. La conformación de la colección es heterogénea y proviene de distintas adquisiciones ya sea de piezas individuales o por series. Inició con la compra por parte de Carlos Slim del 60 por ciento de las acciones de la Imprenta Galas de México en 1976. Dicha transacción incluyó un aproximado de 1,500 obras originales, provenientes de cromos publicitarios reproducidos por dicha compañía y ejecutados por diversos artistas mexicanos —entre los que se contaron Jorge González Camarena y Jesús de la Helguera— que fijaron sus creaciones en el imaginario colectivo .
En 1985, Grupo CARSO adquirió la cadena de cafeterías y tiendas departamentales Sanborns con ello obtuvo dos murales de Rufino Tamayo que fueron pintados para la sucursal Lafragua, ubicada en Paseo de la Reforma esquina con la calle José María Lafragua, en el centro de la Ciudad de México y que hoy pueden observarse en el vestíbulo del museo.
En 1986, Carlos Slim formalizó su interés en formar una colección artística con miras a exhibirla en un museo y adquirió la colección de arte virreinal de Gonzálo Obregón (1916-1977). Dicho compendio incluía, además de pinturas de grandes maestros novohispanos como Juan Correa, Cristóbal de Villalpando y Miguel Cabrera, pintura religiosa, retratos, marfiles, estofados, miniaturas, muebles y platería de esa época. En ese mismo año conformó la asociación civil denominada Fundación Carlos Slim, en lo sucesivo depositaria del acervo del museo.
En 1989, la fundación adquirió el fondo numismático de Licio Lagos, probablemente el más amplio de monedas novohispanas y mexicanas que incluye 1,260 piezas de oro y 1,185 de plata acuñadas desde 1732. Otra adquisición similar fue la de El señor de las cucharas, Ernesto Richheimer, compuesta por 2300 cucharas de hasta 2800 años de antigüedad. También en esa época, la asociación compró el fondo relacionado con México de la Compañía Estadounidense de Billetes.
En 1995, se integró a la gliptoteca la primera pieza de Auguste Rodin: La máscara del hombre de la nariz rota. A partir de entonces, la colección tiene un crecimiento continuo. Se han adquirido piezas en casas de subastas como Christie's y Sotheby's, o la mexicana López Morton con el fin, según Slim, de exhibirlas gratuitamente en México, recuperar obras de origen mexicano y traerlas de vuelta al país, además de procurar su investigación y restauración.
Algunas personas han donado piezas y colecciones para ser exhibidas en el museo; tales son los casos de las monedas y medallas del Segundo imperio Mexicano de Floyd Ganassi, quien las compró al numismático Don Bailey; los marfiles de la señora Laura Fernández MacGregor Maza, quien reunió más de 300 piezas de la primera mitad del siglo XX, la colección completa de la artista Marysole Wörner Baz; el archivo y biblioteca de Raquel Tibol-Boris Rosen y la filmoteca del director Demetrio Bilbatúa que comprende más de mil documentales. Asimismo, se conserva en comodato una colección de escultura prehispánica de las culturas del occidente mesoamericano perteneciente al Instituto Nacional de Antropología e Historia.
La pieza de factura más antigua de la colección es una figura femenina de arcilla negra del periodo neolítico (5000-4700 a. C.) perteneciente a la cultura de Vinča de la península balcánica.  El acervo se extiende hasta obras de la segunda mitad del siglo XX.
La colección del museo está integrada por un extenso repertorio de obras de Antiguos Maestros Europeos que van del siglo XV al XVIII con piezas de El Greco, Sandro Botticelli, il Tintoretto, Pieter Brueghel el Joven, Lucas Cranach el Viejo, Bartolomé Esteban Murillo, Tiziano, El Españoleto, Zurbarán, Rubens, Artemisa Gentileshi, entre otros. Cuenta con obras de arte virreinal de Nueva España y otros territorios sudamericanos, así como arte mexicano y latinoamericano de los siglos XIX y XX. También conserva obras de artistas modernos como Claude Monet, Pierre-Auguste Renoir, Vincent Van Gogh, Auguste Rodin y Salvador Dalí. El Soumaya es considerado uno de los museos de arte más completos.

### Auguste Rodin. Escultura europea de los siglosXIXyXX

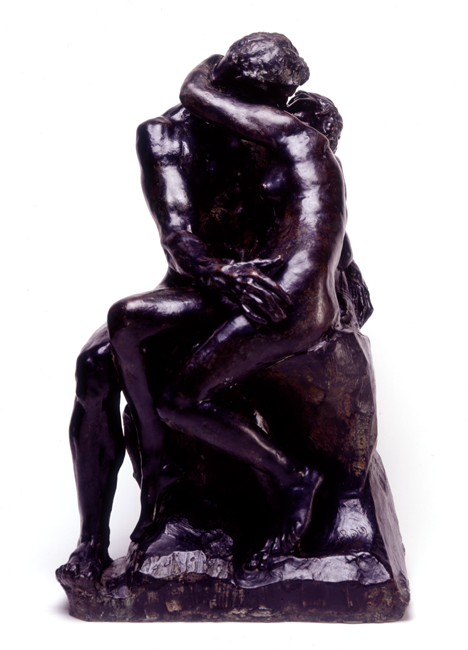
El beso

Museo Soumaya reúne uno de los acervos más importante de Rodin fuera de Francia. Desde junio de 2016 exhibe en su vestíbulo la octava fundición de ocho de La puerta del Infierno. Están presentes desde sus primeras obras de influencia académica —como Suzon y Huerfána alsaciana— hasta sus piezas de géneros como el mitológico —La muerte de Adonis y Las metamorfosis de Ovidio—, el retrato y su propuesta de fragmentaciones del cuerpo. Las obras de Auguste Rodin más representativas que se exhiben en el Museo Soumaya son La máscara del hombre de la nariz rota, La edad de bronce, El pensador y El beso, así como las que formaron parte de grandes proyectos escultóricos: Los burgueses de Calais y La puerta del Infierno.
La colección de Auguste Rodin se presenta en la exposición permanente La era de Rodin  en compañía de algunos de sus contemporáneos, maestros y alumnos Honoré Daumier y Jean-Baptiste Carpeaux, Albert-Ernest Carrier-Belleuse, Camille Claudel y Émile-Antoine Bourdelle, Aristide Maillol, Alfredo Pina, Fritz Klimsch, Alfred Boucher, entre otros.

### Antiguos maestros europeos
La colección de Antiguos maestros europeos comprende obras de las escuelas española, italiana, germana, flamenca y francesa de los siglos XV al XVIII, con artistas que trabajaron en los estilos del Gótico, Renacimiento, Manierismo, Barroco y el tránsito al Neoclasicismo.

De la escuela italiana:

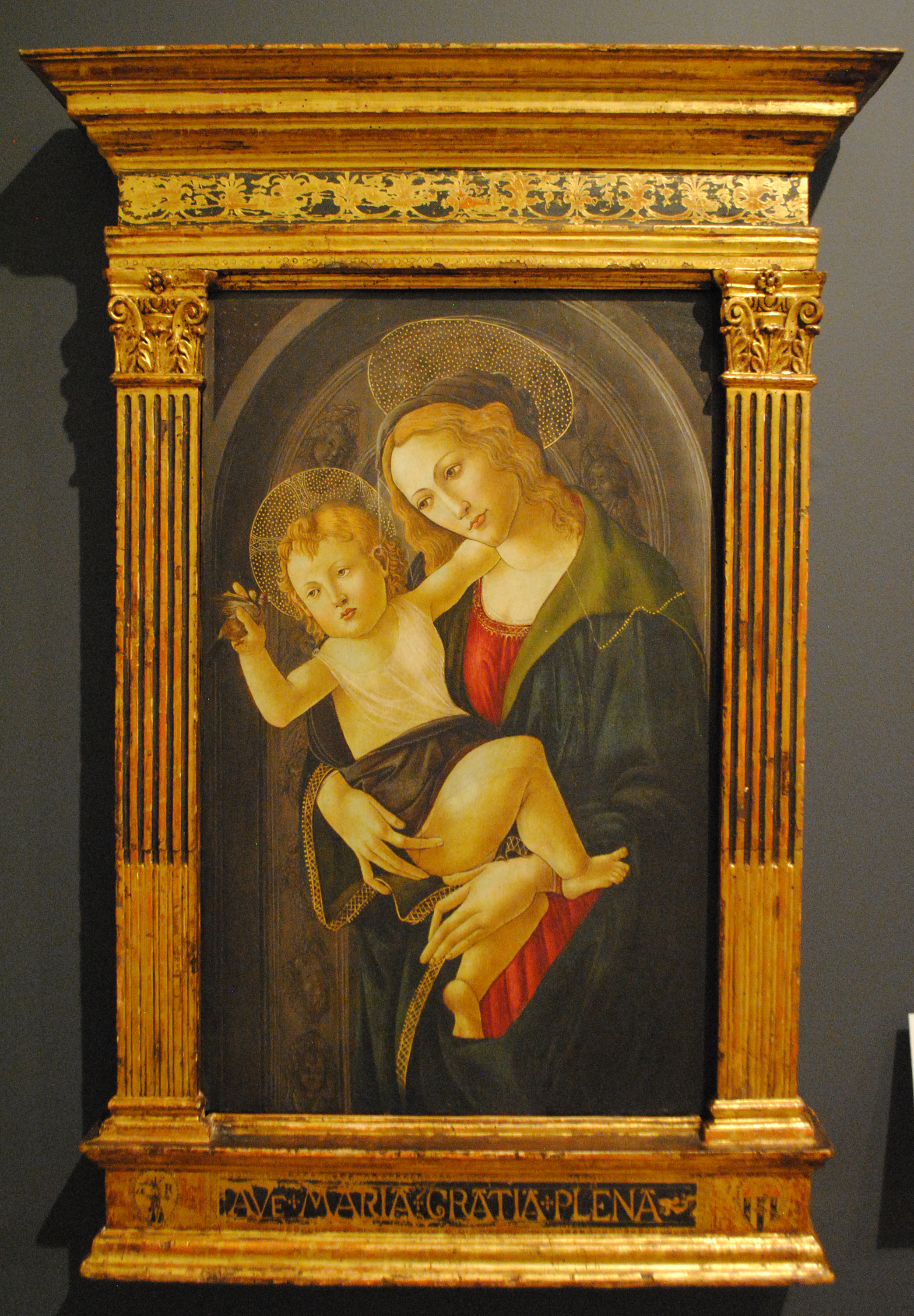
La Virgen y el Niño en un nicho, Sandro Botticelli.

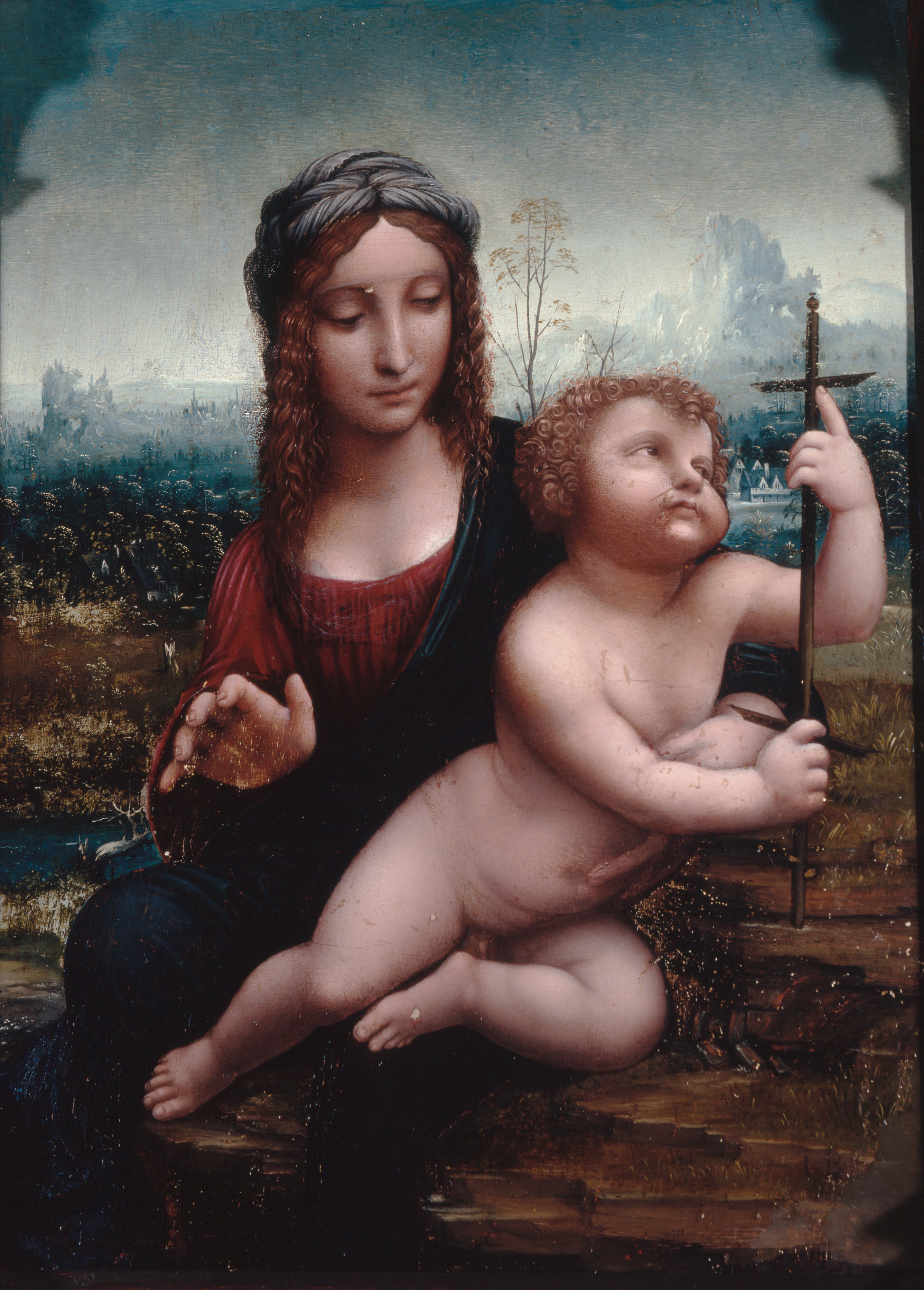
La Virgen del huso, del taller de Leonardo Da Vinci.

- Alessandro di Mariano di Vanni Filipepi (Sandro Botticelli)
- Pseudo-Pier Francesco Fiorentino
- Bernardino di Beto (el Pinturicchio)
- Filippino Lippi
- taller de Leonardo da Vinci
- Bernardino Luini
- Giorgio Vasari
- Giulio Pippi (Giulio Romano)
- Aurelio Luini
- Giovanni Antonio Bazzi (el Sodoma)
- Andrea del Sarto
- Michele Tosini (Michele di Ridolfo del Ghirlandaio)
- Jacopo Robusti (el Tintoretto)
- Tiziano Vecellio
- Paolo Caliari (el Veronés)
- Artemisia Gentileschi
- Francesco Bassano el Joven
- Giacomo Guardi
- Francesco Guardi

De la escuela española:
- Juan de Flandes
- Bartolomé Esteban Murillo
- Doménikos Theotokópoulos (el Greco)
- José de Ribera (el Españoleto)
- Alonso Sánchez Coello
- Francisco Zurbarán
- Bernardo Llorente Germán
- Francisco Bayeu y Subías, entre otros.

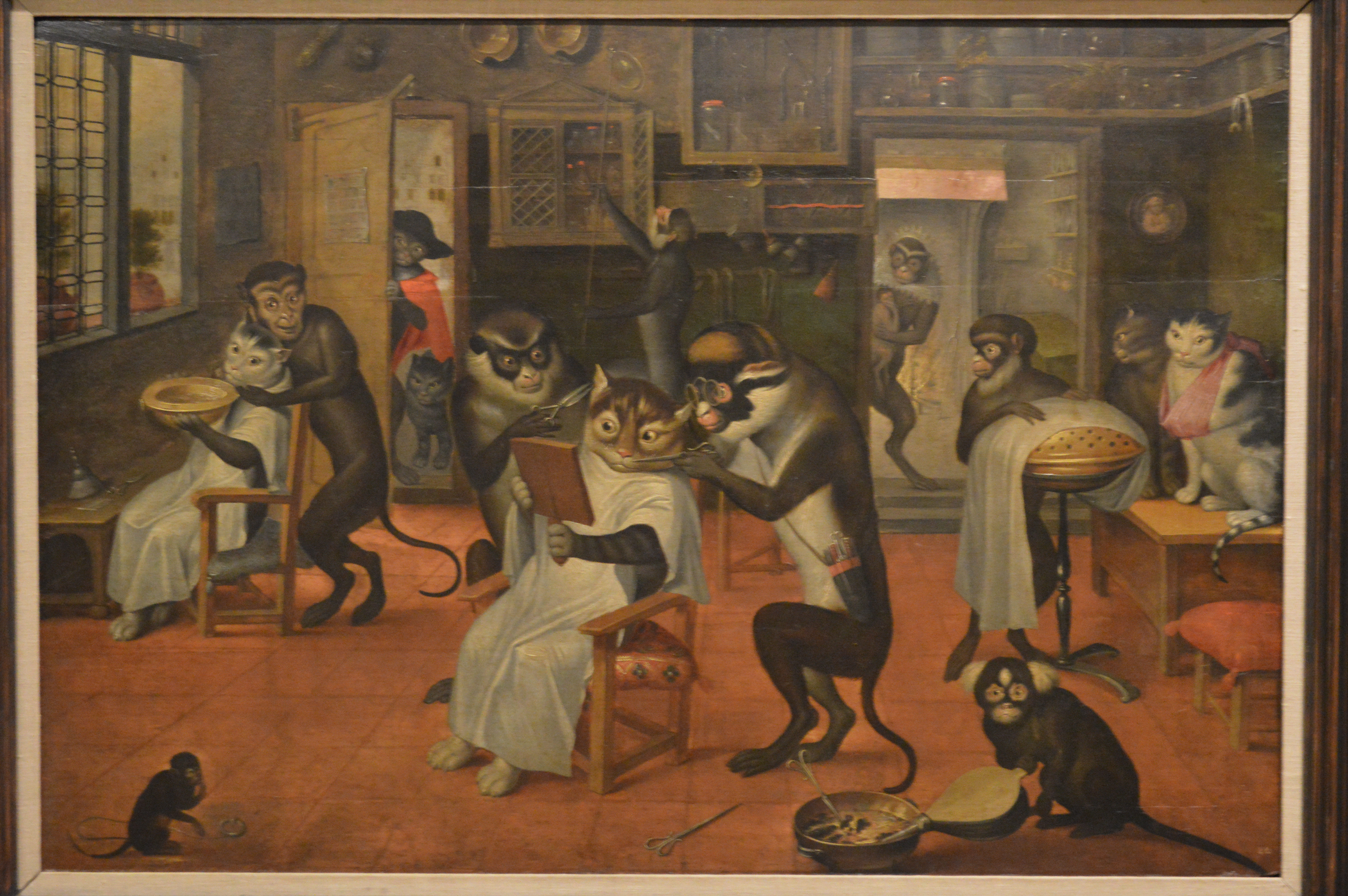
Barberia de monos y gatos, de un seguidor de David Teniers el Joven.

De la escuela flamenca:
- Lucas Gassel
- Martín de Vos
- Herri met de Bles
- Luc Gassel (Luc van Helmond)
- Pieter Brueghel el Joven
- Peeter Baltens
- Peter Paul Rubens
- Anthonis van Dyck
- Frans Hals
- Jan Kraek
- Jacob Marrell
- Jan Wyck, entre otros.

De la escuela alemana:
- Lucas Cranach el Viejo y el Joven
- Daniel Gran

De la escuela francesa:
- Trophime Bigot
- Claude Joseph Vernet y taller
- Claude Michel (Clodion)
- Jean-Honoré Fragonard
- Gustave Doré, entre otros

### Impresionismo y vanguardias

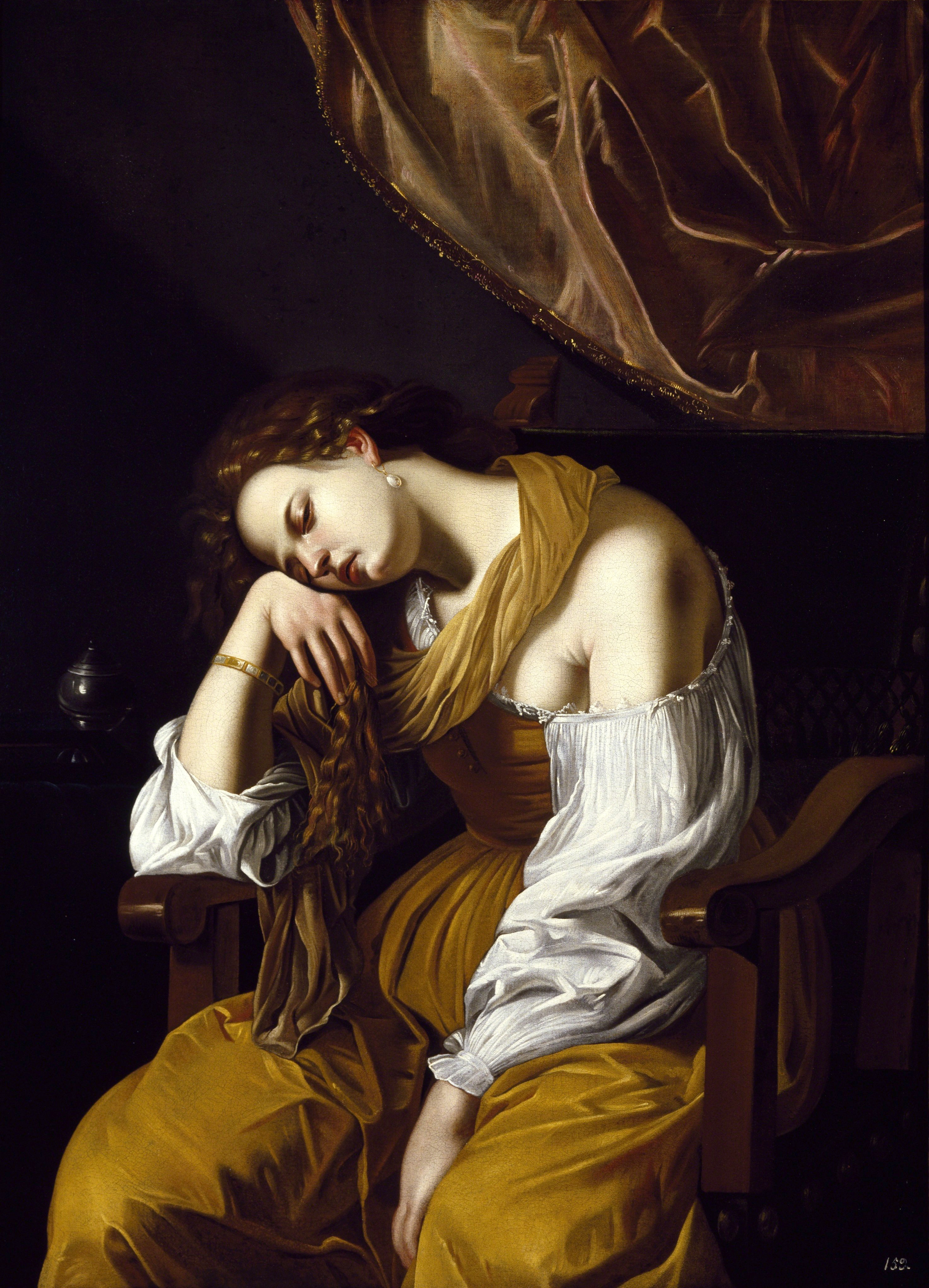
María Magdalena como melancolía, de Artemisia Gentileschi.

Los pintores que se alejaron de las normas académicas conforman esta colección. La Escuela de Barbizon está representada por Jean-François Millet, Jean-Baptiste-Camille Corot, Gustave Courbet, entre otros, y los impresionistas, por: Claude Monet, Camille Pissarro, Pierre-Auguste Renoir, Edgar Degas y Armand Guillaumin. Paisaje y retrato son los temas más ampliamente plasmados. Retoman estos temas a fines del siglo XIX: Vincent van Gogh y Henri de Toulouse-Lautrec. La época siguiente inició con Paul Signac y Maximilien Luce. Los postimpresionistas Gustave Loiseau y Hugues-Claude Pissarro siguieron las enseñanzas impresionistas. El uso del color de los fauvistas Georges Rouault, Raoul Dufy y Maurice de Vlaminck impactó el arte. También se encuentran obras de las primeras vanguardias de Pablo Picasso, la pintura metafísica de Giorgio de Chirico, así como de los surrealistas Max Ernst, Salvador Dalí y Joan Miró, quien retomó los símbolos gráficos primigenios.

#### Las mujeres en el impresionismɒ
Las pintoras Marie Laurencin, Mary Cassatt, Eva Gonzalès, Berthe Morisot y Virginie Demont-Breton, que aprendieron en academias particulares ante las prohibiciones impuestas hacia ellas por razones de género, intervinieron con asuntos dedicados a su cotidianidad en jardines y casas.

### Gibran Kahlil Gibran
La colección personal del artista de origen libanés reúne sus objetos, cartas, manuscritos como El Profeta y El Loco, ediciones comentadas, vídeos, fotografías de Edward Steichen, George Harting, Holland Day, óleos y dibujos del mismo Gibran Kahlil Gibran vinculados al Simbolismo francés de fines del siglo XIX e incluso la máscara mortuoria del llamado "poeta del exilio".

### Antiguos maestros americanos
Obras de Juan Correa, Cristóbal de Villalpando, Miguel Cabrera, Nicolás Enríquez y José de Páez, junto con artistas anónimos que plasmaron en esculturas, óleos, enconchados y muchos otros objetos el sincretismo cultural que fue heredado al México independiente. Esta colección muestra también testimonios artísticos de los virreinatos sudamericanos.

### Arte mesoamericano
La plástica prehispánica del Occidente mesoamericano está representada por máscaras, figurillas de barro, cráneos con epigrafías, sahumerios, incensarios y braseros de los horizontes preclásico, clásico y posclásico en comodato al Museo Soumaya por el Instituto Nacional de Antropología e Historia de México. Con otra procedencia, se exhibe también la obra gráfica y documental de la Real Expedición de Antigüedades de Nueva España que realizara Luciano Castañeda entre 1805 y 1807.

### Retrato mexicano delsigloXIX
La colección de este género comprende los tres rubros que siguió el retrato decimonónico en México: el de la Academia de San Carlos en el cual sobresalen Pelegrín Clavé, Felipe Santiago Gutiérrez y Juan Cordero; el regional, ejemplificado por José María Estrada, autor de lienzos de carácter, honestidad y libertad estética; y el popular, en donde destaca Hermenegildo Bustos, quien legó obras con expresión psicológica. La tradición también aportaría el género de la Muerte Niña, memoria a los pequeños difuntos, también llamados angelitos.

### Paisaje del México independiente
Entre 1825 y 1860 arribaron al país artistas que recrearon el entorno mexicano con el interés ilustrado del viajero, como Daniel Thomas Egerton, Conrad Wise Chapman, Jean Baptiste Louis Gros y Johann Moritz Rugendas, entre otros. Marcaron la escuela de paisaje mexicano, que encabezaron Eugenio Landesio y José María Velasco.

### Arte mexicano delsigloXX
La influencia de las vanguardias europeas y las aspiraciones de la sociedad mexicana posrevolucionaria fueron plasmadas por los artistas Gerardo Murillo (Dr. Atl), Diego Rivera, José Clemente Orozco, David Alfaro Siqueiros y Jorge González Camarena. Se conservan dos murales de Rufino Tamayo y la colección de autorretratos de artistas mexicanos que perteneció al ingeniero y promotor cultural Marte R. Gómez. El acervo abarca la generación de la Ruptura, con obras de Gunther Gerzso, Juan Soriano, José García Ocejo y José Luis Cuevas, así como los artistas oaxaqueños Francisco Toledo y Sergio Hernández.

### Estampa devocional
Museo Soumaya conserva una colección de estampas con motivos religiosos que va del siglo XVII a inicios del XIX. Calcografías, xilografías, aguafuertes y litografías son las principales técnicas de dibujantes e impresores como Joseph de Nava, Manuel Villavicencio, Baltasar Troncoso e Ignacio Cumplido.

### Miniaturas y relicarios
Relicarios, miniaturas en el tradicional soporte de marfil, y pintura en pequeño formato hechas en óleo, cera, tallas y plumaria sobre papel y láminas de metal comprenden esta colección. Destacan los trabajos de maestros como Antonio Tomasich y Haro, Francisco Morales, María de Jesús Ponce de Ibarrarán y Francisca Salazar.

### Monedas, medallas y billetes de los siglos XVI al XX

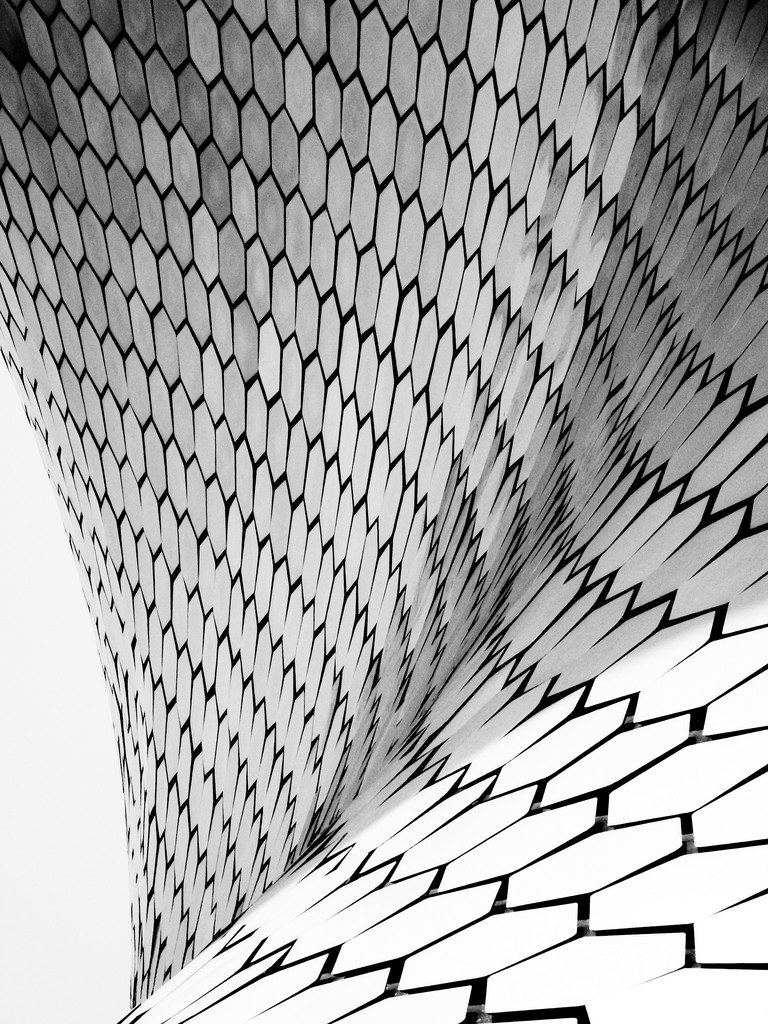
Detalle de las losas externas del edificio.

Los yacimientos de Nueva España eran ricos en metales preciosos, por lo que su producto sirvió para las transacciones mercantiles en América, Europa y Asia. Museo Soumaya alberga el acervo que originalmente integró Licio Lagos, con piezas de los siglos XVI al XVIII, y la de Don Bailey y Floyd Ganassi, que reúne monedas y medallas al mérito civil y militar del Segundo Imperio Mexicano y Republicanas del periodo de la intervención francesa.
Las colecciones de monedas de oro y plata conforman una historia numismática de México. Están las primeras monedas acuñadas en México y en el continente americano, las conocidas como Carlos y Juana, en sus dos series o tipos; los macuquinos o monedas de a martillo de Felipe II; las primeras monedas circulares de 1732, del reinado de Felipe V, las de Fernando VI, las de Carlos III que se conocieron como “peluconas cara de rata –por así denostar el perfil del emperador y el uso de pelucas durante el Siglo de las Luces” y las últimas virreinales, escudo fernandino de 1812. Del periodo de la guerra de Independencia: reales del Sud o las que por vez primera llevaron estampada el águila como emblema mexicano correspondientes a la Junta de Zitácuaro (o Congreso Americano Suprema Junta Nacional Gubernativa). De la vida independiente, las del Primer Imperio Mexicano, las republicanas de 1823 con las que se llevaba a cabo el decreto de llevar en el anverso el escudo nacional, las del Segundo Imperio Mexicano con las que se inició el uso del sistema decimal en el campo numismático, las republicanas juaristas, las de balanza porfirianas, las revolucionarias y las primeras, desde 1905, con la leyenda “Estados Unidos Mexicanos”. También comprende numismas revolucionarios, centenarios, aztecas e hidalgos.

### Artes aplicadas

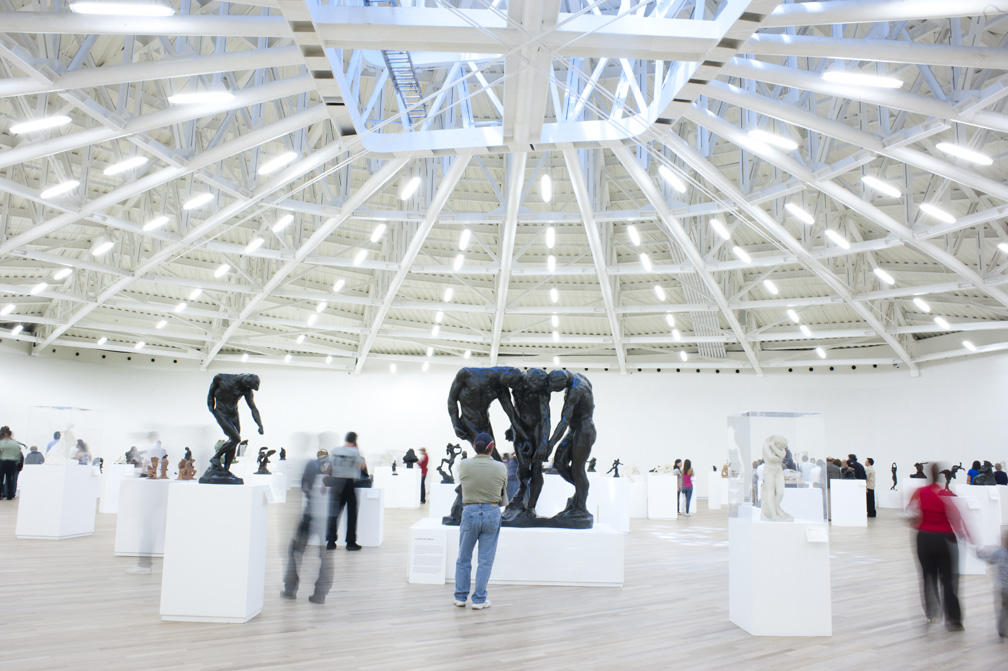
Interior del Museo Soumaya Plaza Carso en México.

El Virreinato de Nueva España fue un centro de intercambio comercial entre América, Europa y Asia hasta los inicios del siglo XIX. Museo Soumaya conserva una rica variedad de objetos de diversas procedencias, materiales y facturas que formaron parte de dicho intercambio cultural y comercial. Destacan las cucharas de la colección de Ernesto Richheimer, el neceser vienés de Fernando VII, la pulsera de la emperatriz Carlota Amelia de Bélgica y México, piezas de la Real Fábrica de San Ildefonso de la Granja, las custodias de Nueva Granada, muebles, escritorios, cajas de música, biombos, relojes y joyería.

### Moda de los siglos XVIII al XX
Objetos realizados en brocados, damascos, sedas, rasos y terciopelos; vestidos, prendas masculinas, ropa íntima, accesorios, joyería y revistas de 1780 a 1950, son muestra de la moda. En su vertiente religiosa y ritual, este acervo conserva trabajos con hilos entorchados, lentejuelas y galones: capas para la Virgen y el Niño Dios, ajuares religiosos y cubrecálices.

### Fotografía
Integran este acervo: daguerrotipos, ferrotipos, platinotipo, colodión y albúminas de la segunda mitad del siglo XIX y retratos de políticos, artistas, celebridades y rescate de tradiciones populares de la primera mitad del siglo XX. También se resguardan cámaras, fototipos, plata sobre gelatina y otros materiales. Sobresalen obras de los estudios fotográficos de Charles Jacotin, Hugo Brehme, Natalia Baquedano, la Compañía Industrial Fotográfica (CIF), la compañía MRM, entre otros. También contiene formatos antiguos como cartes de visite y postales.

### Arte comercial de la Imprenta Galas de México
Entre los años treinta y setenta del siglo XX, Galas de México fue la principal editora de calendarios y otras imágenes comerciales en algunos países de Iberoamérica. Los cromos fueron el trabajo colectivo de pintores, fotógrafos, dibujantes, impresores y clientes que recrearon la historia, la devoción, los paisajes, las tradiciones, las regiones, el humor y las transformaciones de la vida urbana moderna, la sensualidad, la afición deportiva y el cine de la cultura mexicana. La colección reúne arqueología industrial en maquinaria, óleos, impresos, negativos en vidrio, películas en acetato y cámaras fotográficas.
Los autores de esta colección abarcan de los años 30 a principios de los 80 del siglo XX: Jesús de la Helguera, Antonio Gómez y Rodríguez, José Bribiesca Casillas, Jaime Sadurní, Eduardo Cataño, Jorge González Camarena, José Bribiesca Ruvalcaba, Conchita Pesqueira, Manuela Ballester, Aurora Gil, Luis Améndolla, Ángel Martín y Humberto Limón, entre otros.

## Visitantes

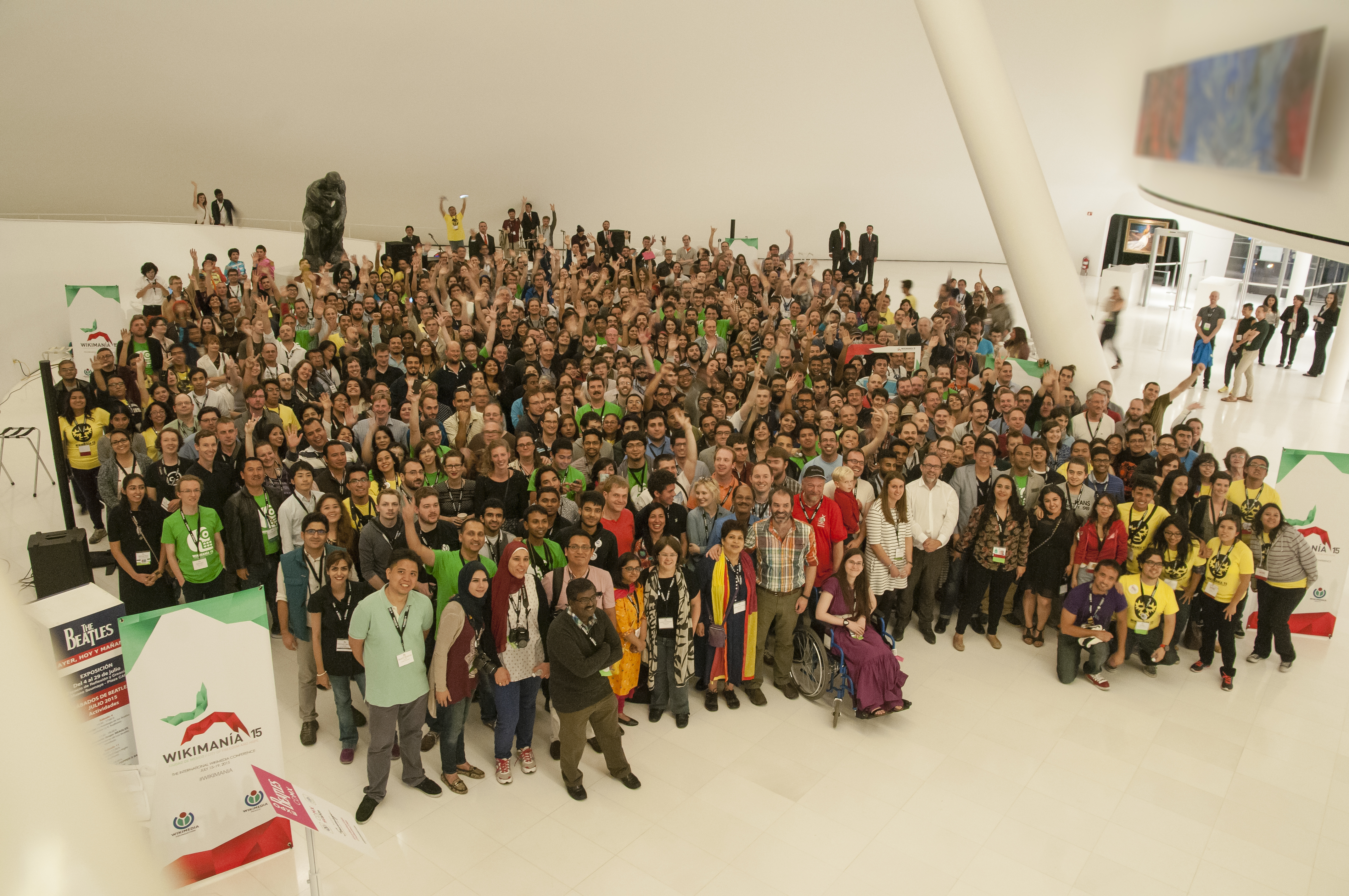
Foto oficial de Wikimanía 2015, en el vestíbulo del Museo Soumaya, Plaza Carso.

En 2012 la sede en Plaza Carso superó el millón de visitantes. Para 2013 fue colocado en el sitio 56 de la clasificación internacional hecha por The Art Newsletter. En 2014 se registraron 2 millones 600 mil visitantes, en octubre de 2015 se alcanzó la cifra de 5 millones de visitantes. Para 2016 la cifra superó los 7 millones.
Wikimanía, se realizó en 2015 en la Ciudad de México, con conferencias, charlas, reuniones y visitas. Durante la noche del 18 de julio asistieron al Museo Soumaya wikipedistas de más de 40 países, así como connacionales que colaboran en los proyectos Wikimedia. La foto oficial del evento fue tomada en el vestíbulo del museo en Plaza Carso.

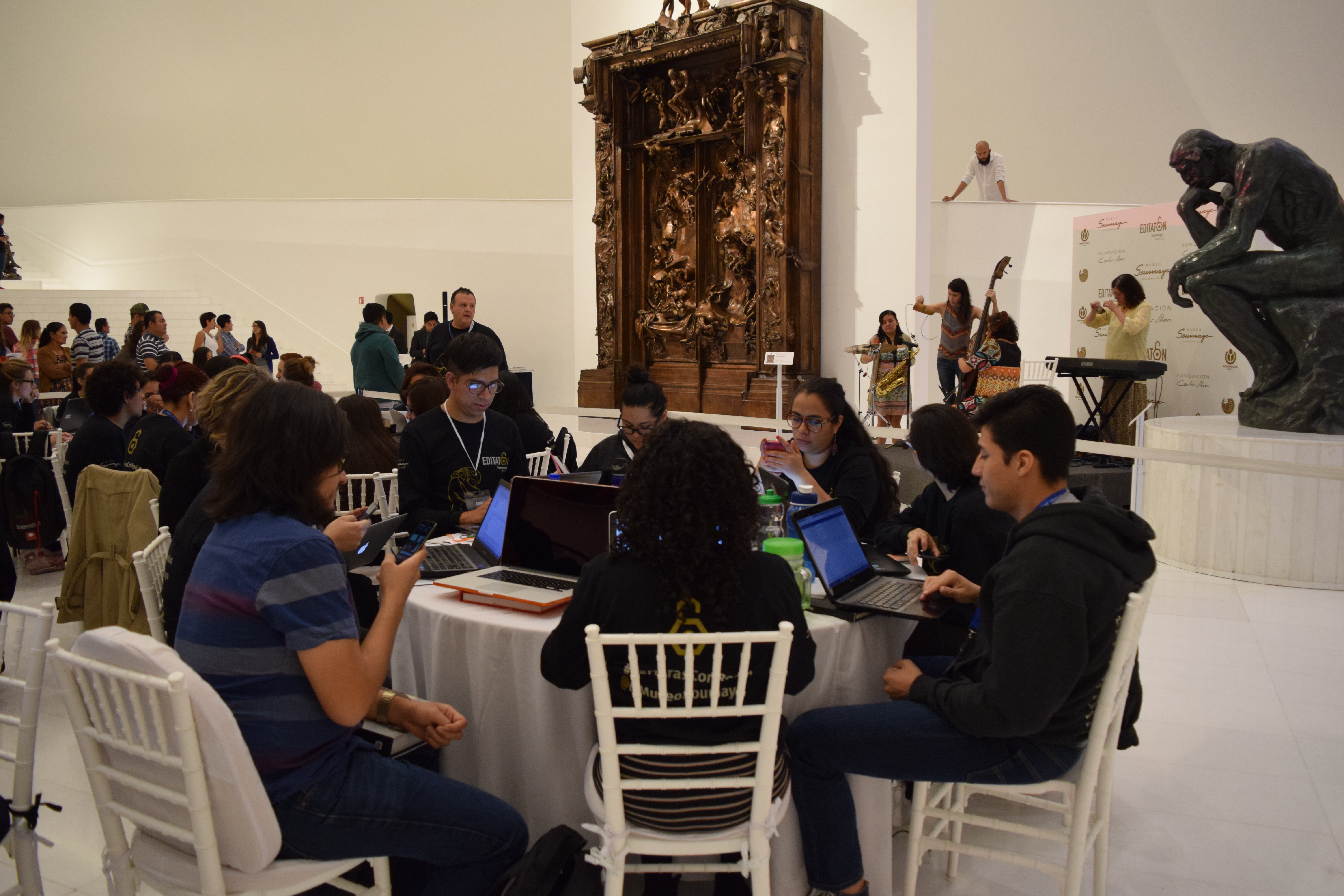
Editatón 72 horas

Del 9 al 12 de junio de 2016 fue realizado el editatón más largo del mundo con 72 horas de trabajo continuo, el cual tuvo como objetivo editar los contenidos de Wikipedia sobre la colección de Fundación Carlos Slim, coleccionismo y museos. Tras las 72 horas de edición, se le otorgó el récord Guinness.

## Itinerancia
El museo tiene un programa permanente de préstamos de obras a otros museos e instituciones culturales, con lo que ha colocado piezas en veintinueve estados de México y veintiún ciudades a nivel mundial. Existen obras en resguardo en el Hotel Geneve de Ciudad de México y en espacios comerciales de Grupo Carso como Plaza Carso y Plaza Cuicuilco.

## Responsabilidad social

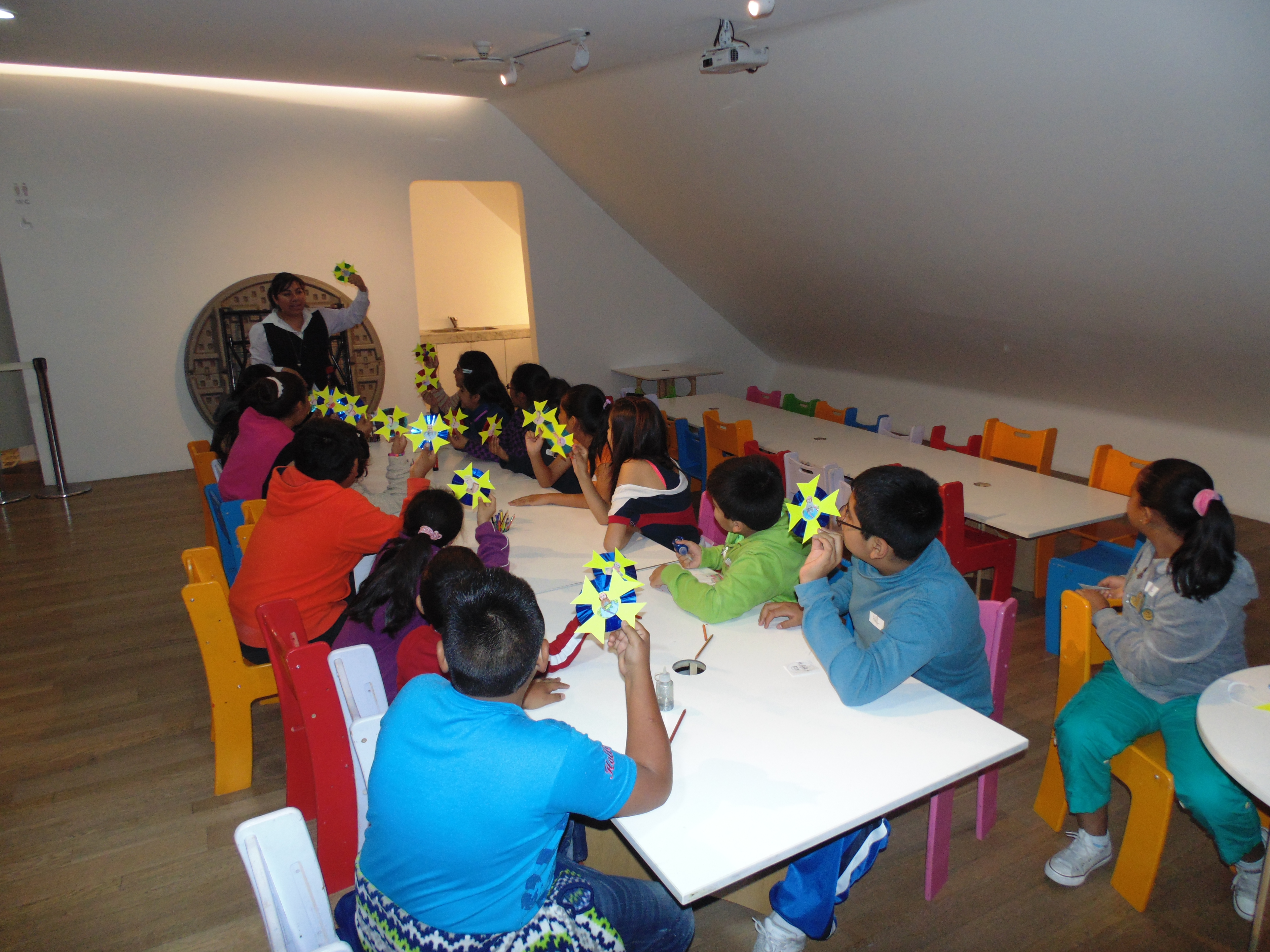
Taller infantil.

Museo Soumaya se concibe como un espacio para el aprendizaje a través de la experiencia. En su discurso inaugural para su sede en Plaza Carso, el Ing. Carlos Slim Helú apuntó:
Creemos que en esta etapa, en nuestra sociedad del conocimiento no es necesario únicamente información y estudios, se requiere también desarrollar por parte de la población mayor sensibilidad, mayor interés por la belleza, por la estética, por lo que se ha hecho en la historia de la humanidad. En ese sentido, que pueda apreciar estas obras de arte que se han hecho en el mundo y en nuestro país. 
El museo ofrece diversos recorridos, programas educativos y de responsabilidad social, desarrollados con un enfoque pedagógico constructivista, entre los que se encuentran los siguientes:
El día y la noche (visitas escolares)
El museo ofrece visitas gratuitas a escuelas de la Secretaría de Educación Pública, así como cursos para maestros para promover la visita al museo y su vinculación con la curricula escolar. Las posibilidades educativas del arte son tales que incluso pueden contribuir a ejemplificar, profundizar y enriquecer la comprensión de la ciencia, la historia y otras materias y objetos de estudio.
Las mediación en el museo de arte se realizan con base en el diálogo, preguntas abiertas y dinámicas grupales.

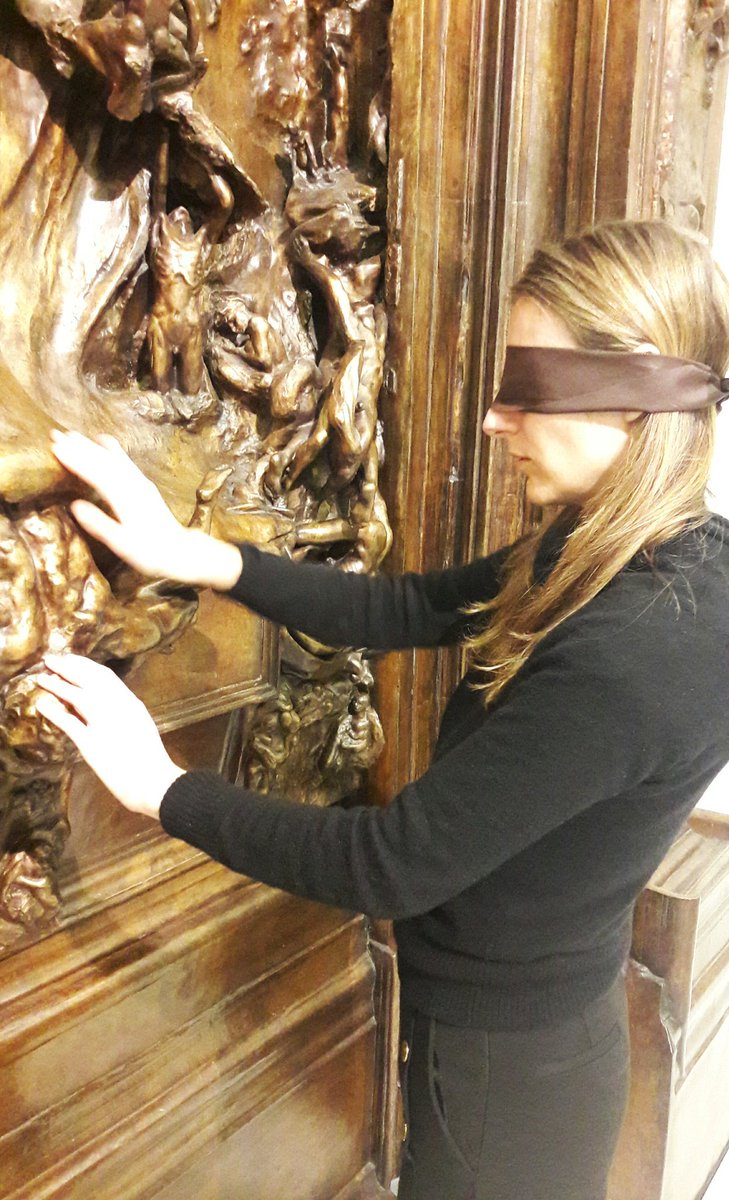
Retomando el vuelo, visita táctil

Remontando el vuelo

Es un programa que promueve actividades de integración para personas con y sin discapacidad aparente. Favorece proyectos de accesibilidad universal donde se suman personas con discapacidad visual y auditiva; personas con síndrome de Down, con trastornos del espectro autista, con esquizofrenia e incluso personas con enfermedades terminales. El programa ofrece visitas en Lengua de Señas Mexicana y visitas táctiles en donde los participantes pueden tocar esculturas de bronce.

### El perfil del tiempo
Está enfocado en crear espacios seguros para la convivencia y el diálogo entre pacientes con Alzheimer y sus familiares y cuidadores primarios.

La guarida de los niñosEs un programa dirigido a los menores en situación de calle, atención a albergues temporales, casas hogar e instituciones de asistencia social de la Ciudad de México. Dicho programa apoya la formación de niños, jóvenes, madres solteras y personas violentadas, para que en los recorridos y talleres se impulse la apreciación y el proceso creador del arte como un medio para expresar ideas y mejorar la calidad de vida y su incorporación a la sociedad.
La Edad de bronceEs un programa de atención gratuita y especializada para agrupaciones e instituciones de adultos mayores. Se brinda a dicha población oportunidades de expresión y desarrollo.
Eterna primaveraProgramas de fomento a la educación ambiental, el desarrollo sustentable y la conservación. Sus iniciativas buscan generar una mayor conciencia sobre el problema de los residuos sólidos; afianzar los hábitos de ahorro de papel y separación de residuos dentro de las oficinas, instalaciones y espacios abiertos al público de Museo Soumaya e incentivar el uso de materiales biodegradables, reciclados o reutilizables en sus procesos. Como resultado de una auditoría ambiental y constancia por las acciones emprendidas por proteger el ambiente, el 8 de mayo de 2017, Museo Soumaya recibió el sello verde de parte de la Secretaría del Medio Ambiente de la Ciudad de México (SEDEMA). Es el primer espacio cultural en América Latina en contar con una certificación ambiental de este tipo.

### En plein air

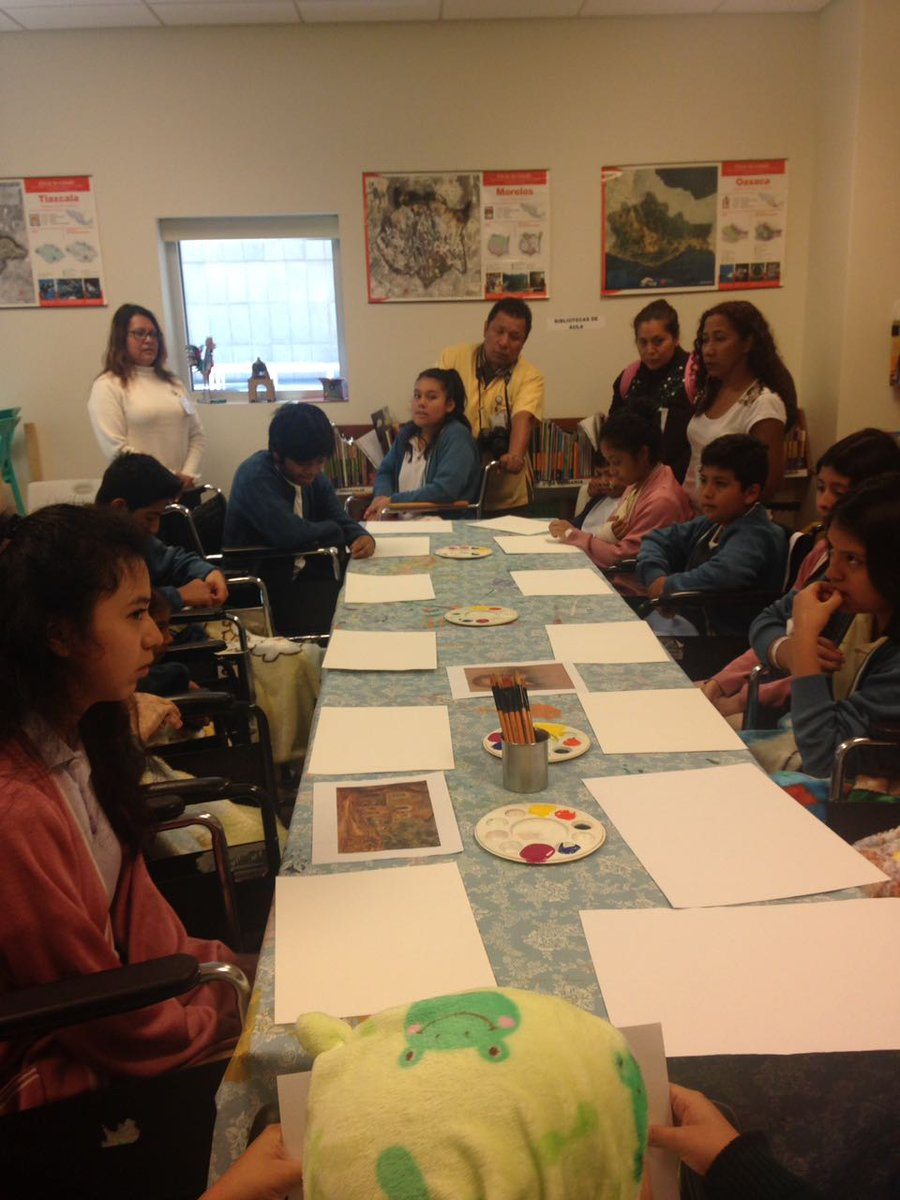
Artistas Viajeros

Promueve la salud a través de actividades al aire libre, el ejercicio y la nutrición ligadas al arte.
Así como los estudiantes aprecian la actividad al aire libre y el ejercicio,  al comprender los beneficios en su estado general de salud, durante una visita al museo de ciencias, que muestre la anatomía del cuerpo humano, también pueden hacerlo al discutir sobre un grupo de esculturas o al descubrir los fundamentos de la pintura en plein air, es decir, al aire libre.

### Artistas viajeros
El museo lleva actividades de apreciación y creación artística a públicos que no pueden asistir físicamente al museo ya sea porque se encuentren en reclusión o bien, sus condiciones de salud, no les permita una visita.

### Inclusión digital
Uno de los objetivos de la Fundación Carlos Slim es desarrollar capital humano para la sociedad del conocimiento. Por ello, el museo emplea tecnologías de la información para que el usuario pueda acceder a contenidos adicionales —cápsulas de audio, vídeo e interactivos— a través de sus dispositivos móviles.

## Galería

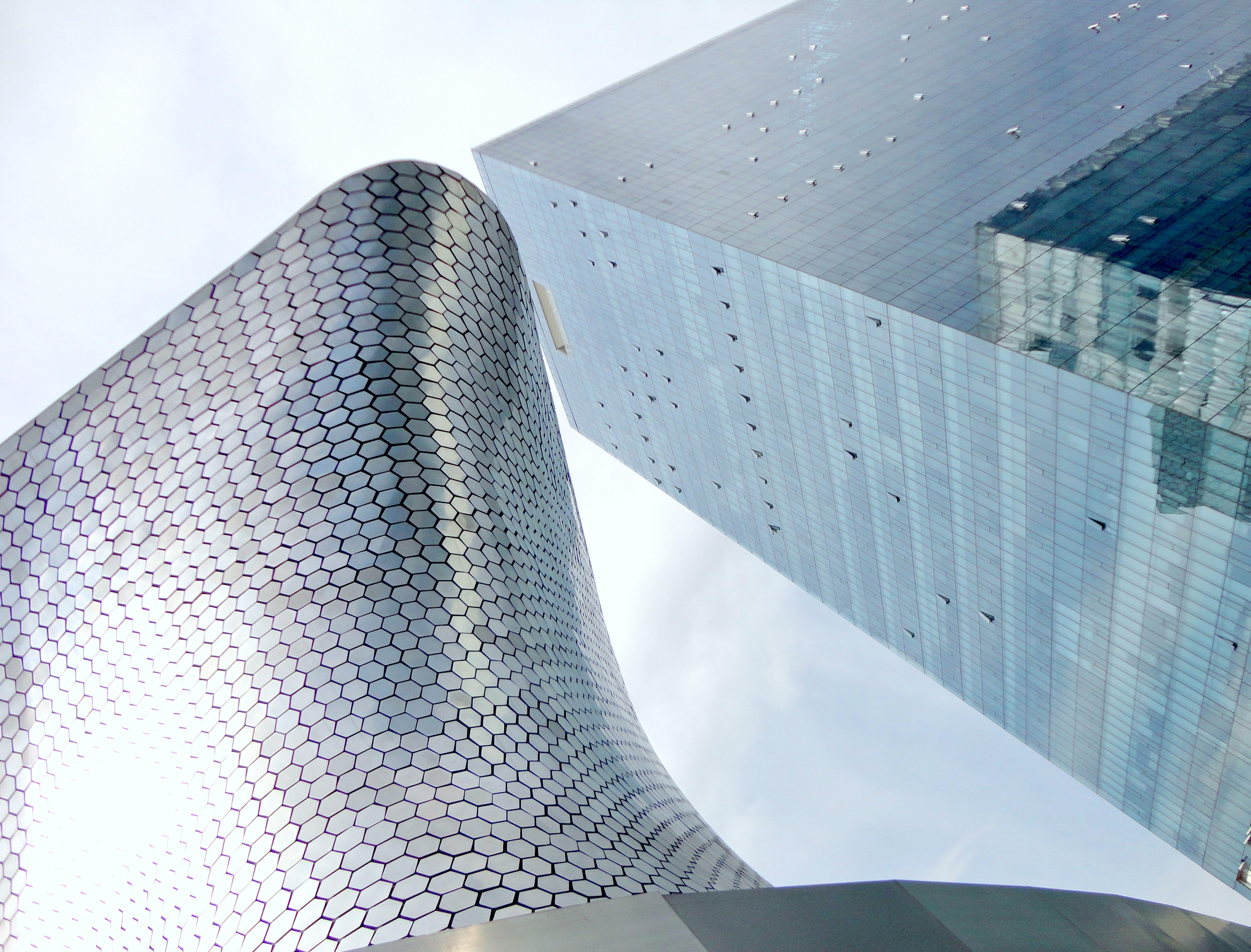
Museo Soumaya, Plaza Carso.
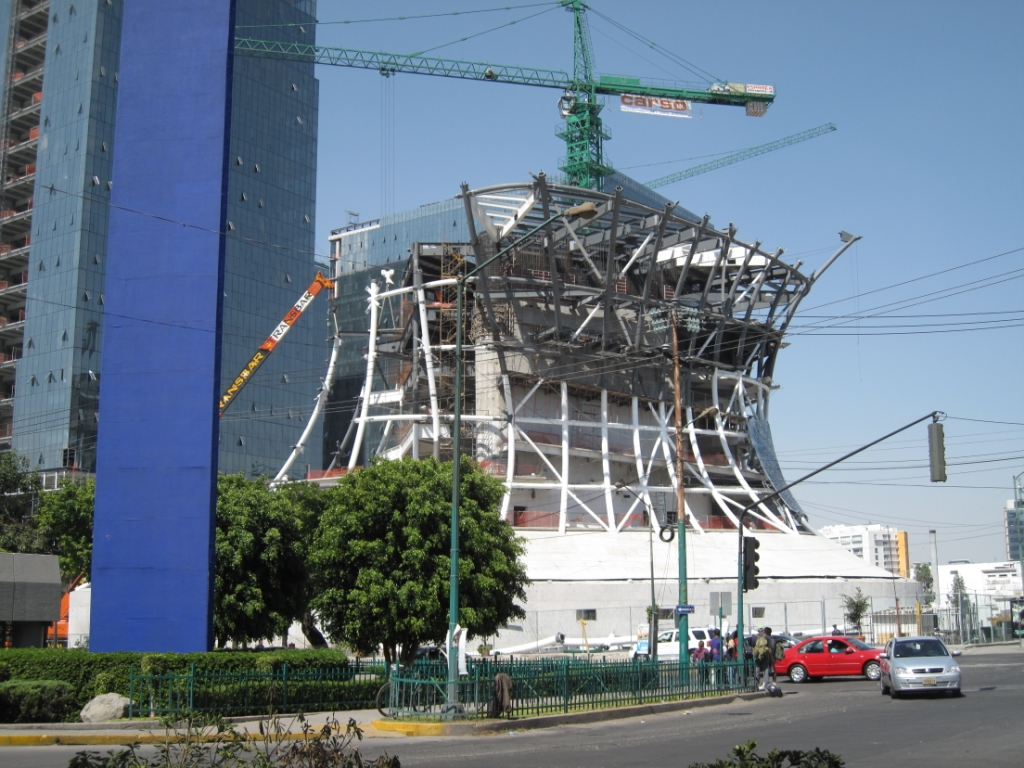
Museo Soumaya, Plaza Carso en construcción.
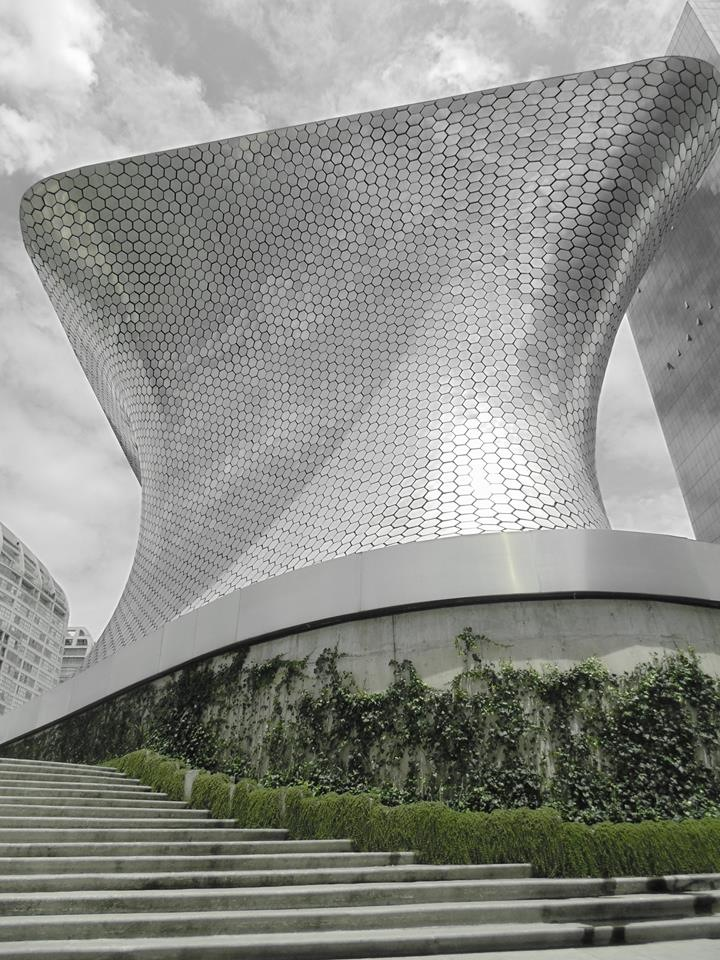
Museo Soumaya, Plaza Carso.
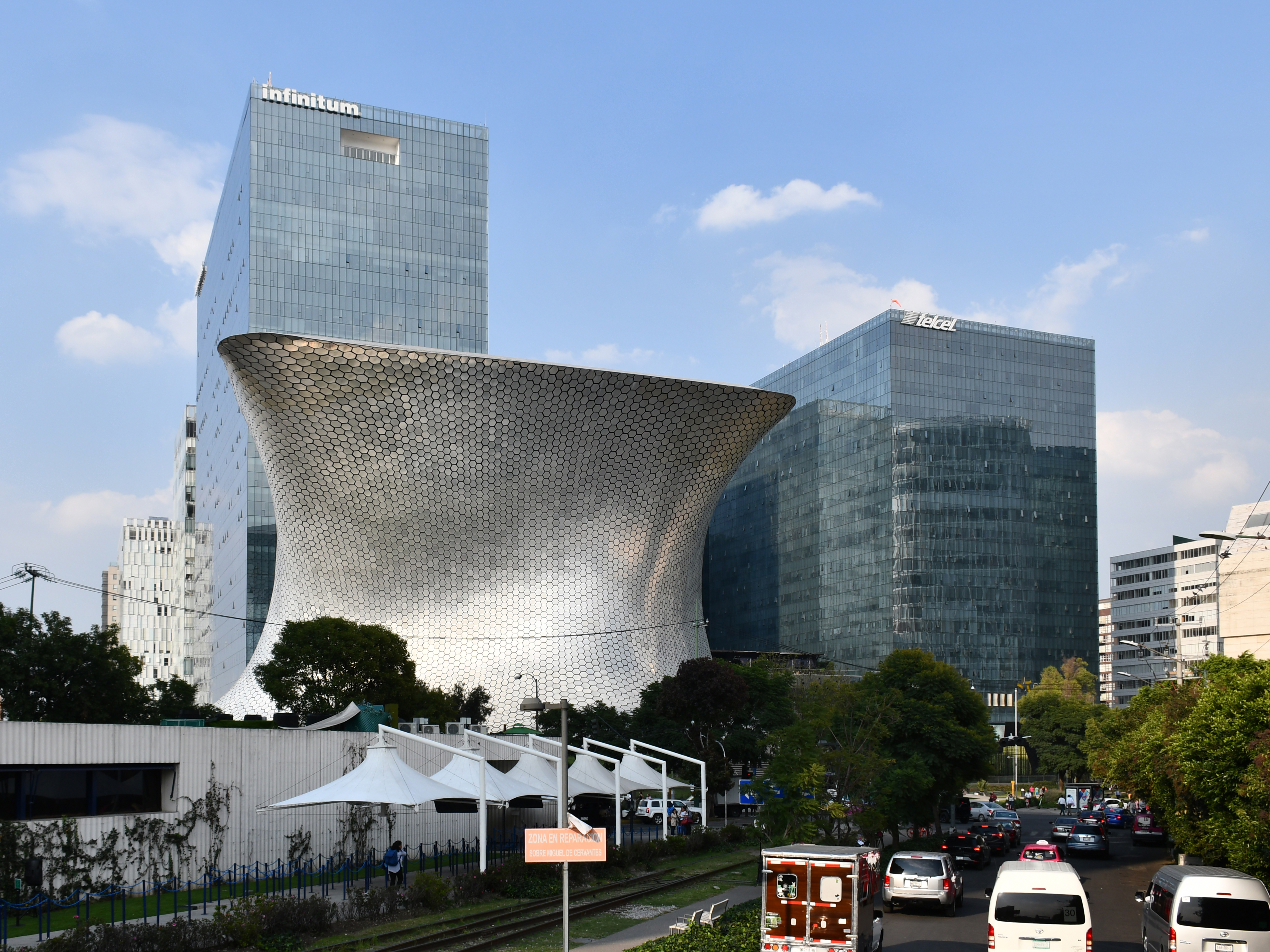
La Plaza Carso y el Museo Soumaya, en México.
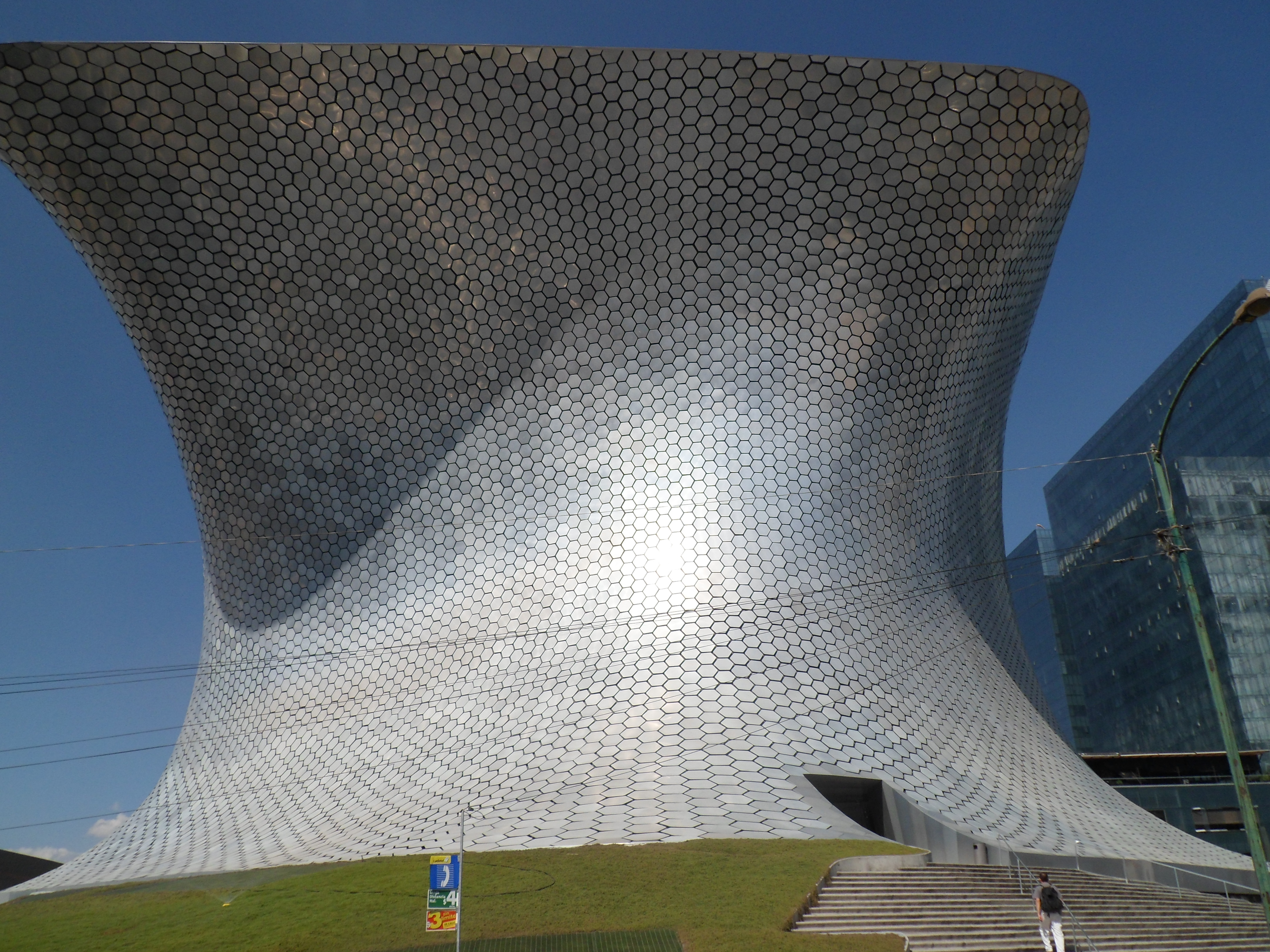
Museo Soumaya, Plaza Carso (puerta de acceso).
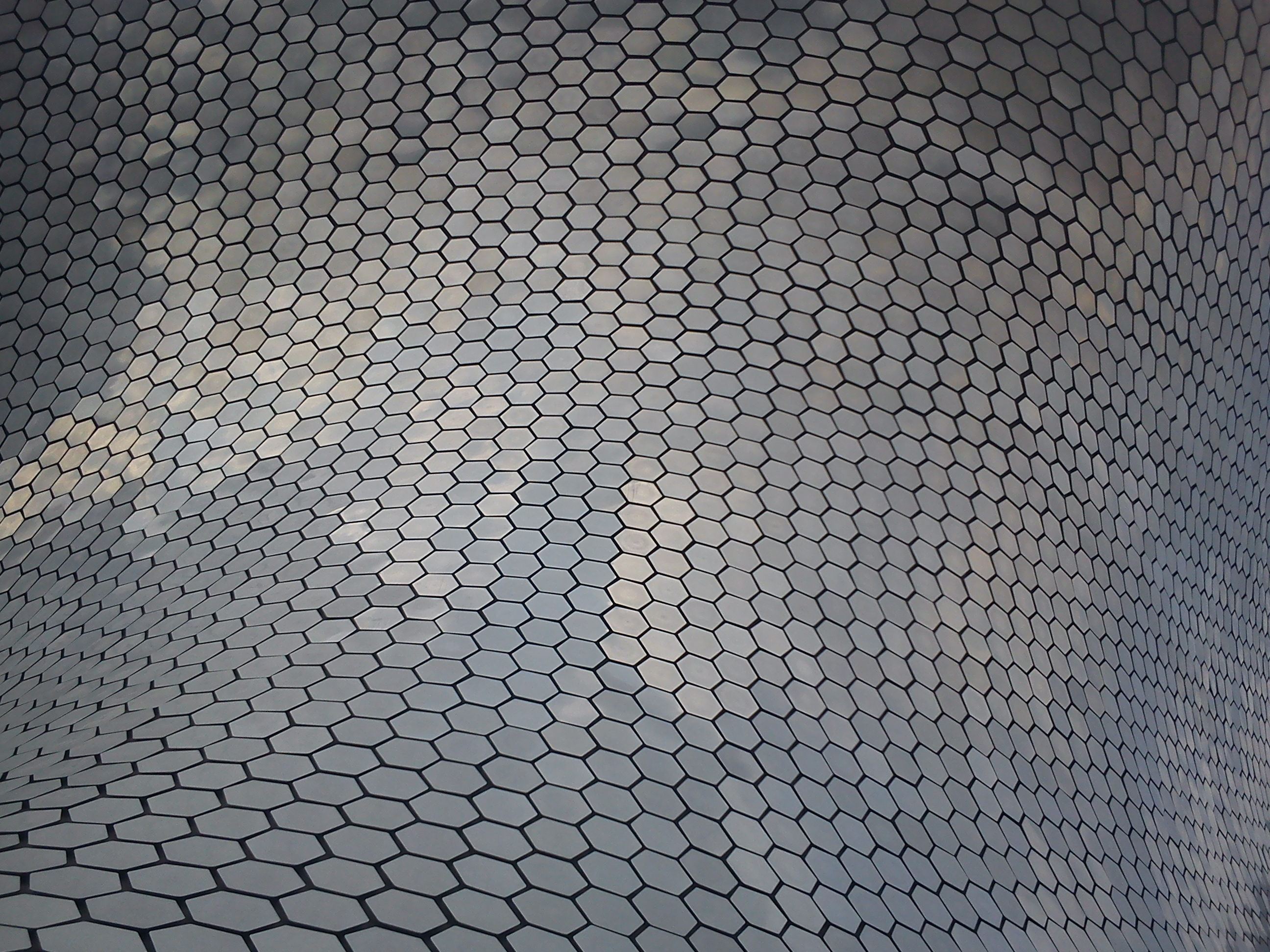
Hexágonos de aluminio, exterior del museo en Plaza Carso.
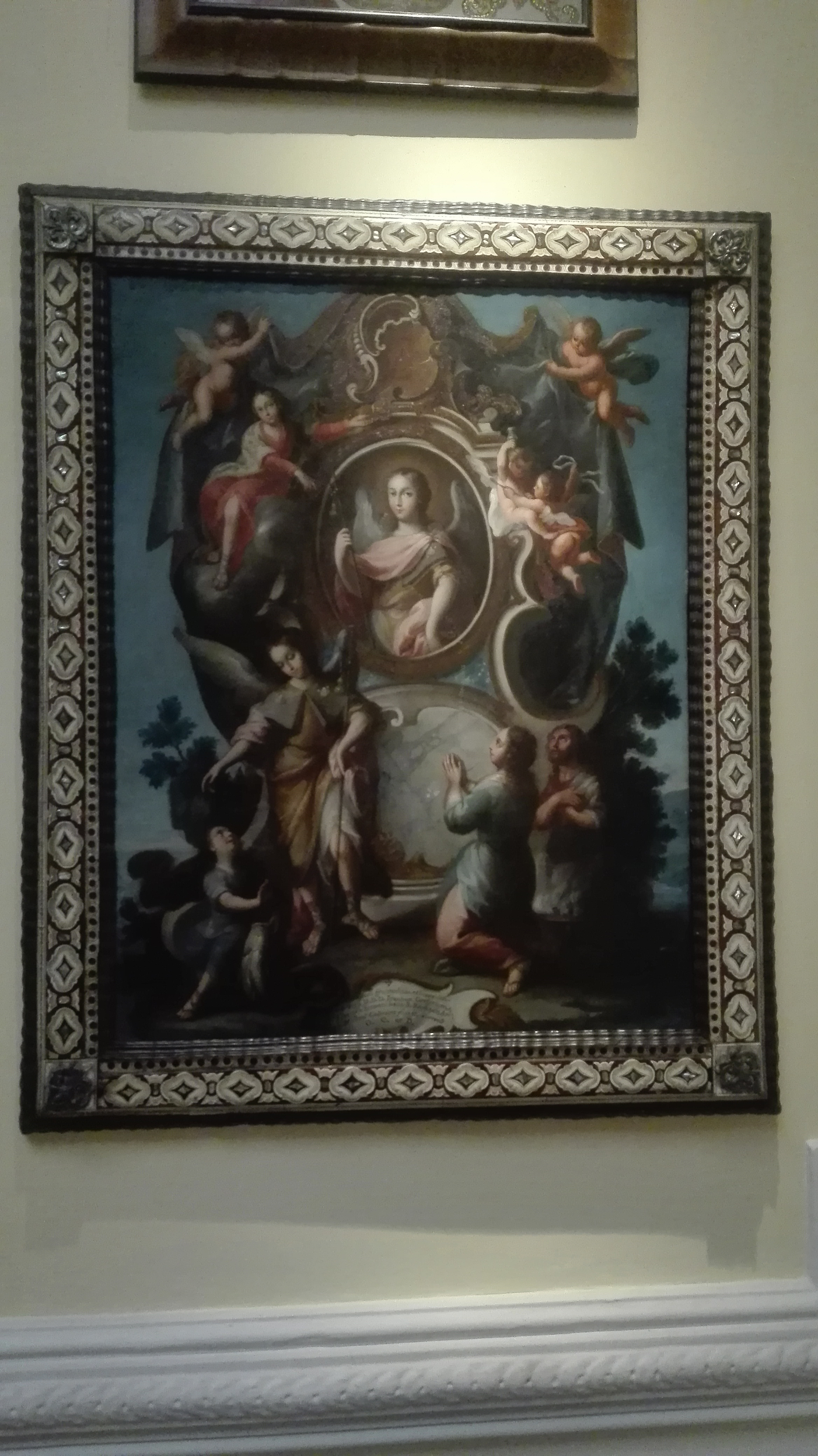
Miguel Cabrera, El arcángel san Rafael (c. 1745-1768), en el vestíbulo de la Casa Museo Guillermo Tovar de Teresa.